# Borbíró Andrea
Borbíró Andrea (Budapest, 1926. február 6. – Budapest, 1995. október 18.) magyar színésznő, koreográfus.

## Életpályája
Brada Ede, majd Troyanoff balettakadémiáján végzett. 1933-tól táncosként kezdte pályáját. 1936 őszén már Svédországban és Hollandiában szerepelt sikerrel. 1942-től színészként lépett színpadra. 
1953-tól a Nemzeti Színház stúdiósa volt. 1956-tól 1972-ig a kecskeméti Katona József Színház népszerű művésznője volt. Remekül táncolt, s ha kellett, még szaltókat is csinált a színpadon. Több mint hatvan szerepben láthatta a közönség: operettben, zenés darabban. Szubrettként indult, majd komika, később koreográfus lett. Radó Vilmos, a színház korabeli igazgatója szerint Galambos Erzsivel felváltva számtalan táncos-zenés játék koreográfiáját készítette el, remekül. 
1972-ben betegség miatt vonult nyugdíjba, de még éveken át hű maradt a színpadhoz: 1974-től 1986-ig saját nyolctagú társulatát vezette.

## Színház

### Fontosabb szerepei
- William Shakespeare: Sok hűhó semmiért... Margit
- William Shakespeare: Romeo és Júlia... Montaguené
- Benjamin Jonson: Volpone, avagy a pénz komédiája... Canina
- Friedrich Schiller: Ármány és szerelem... Millerné
- Federico García Lorca: Bernarda Alba háza... Martirio
- Victor Hugo: A királyasszony lovagja... D'Albuquerque hercegnő
- Bertolt Brecht: Koldusopera... Peacockné
- Tennessee Williams: Az ifjúság édes madara... Lucy
- Johann Strauss: Cigánybáró... Mirabella
- Jacques Offenbach: Egy marék boldogság... Özvegy Lomogáné
- Hervé: Nebáncsvirág... Fejedelemasszony
- Georges Feydeau: Osztrigás Mici... Vidaubantné
- Jacobi Viktor: Leányvásár... Harrisonné
- Fényes Szabolcs Maya... Barbara
- Eisemann Mihály – Békeffi István: Egy csók és más semmi... Egy dühös nő
- Arisztophanész: Lüszisztraté... Lampito
- Madách Imre: Az ember tragédiája... Heléna; Kéjhölgy
- Jókai Mór: Az aranyember... Zsófia, Brazovics felesége
- Szigligeti Ede: Liliomfi... Camilla
- Csiky Gergely: Buborékok.. Betty
- Csiky Gergely: Nagymama... Galambosné
- Behár György: Éjféli randevú... Suzanne
- Gyárfás Miklós: Egérút... Orbók Istvánné
- Huszka Jenő : Gül Baba... Zulejka
- Leo Fall: Sztambul rózsája... Desirée, társalkodónő
- Horváth Jenő: Péntek Rézi... Dolores
- Illyés Gyula: Dózsa György... Zsuzsa
- Molnár Ferenc: Liliom... Muskátné
- Móricz Zsigmond: Úri muri... I. summáslány
- Nóti Károly: Nyitott ablak... A polgármesterné
- Sarkadi Imre: Elveszett paradicsom... Zsófi néni
- Oscar Wilde – Fejér István: A kísértet házhoz jön... Gugger Lajosné
- Raffai Sarolta: Egyszál magam... Eta
- Fehér Klára: Nem vagyunk angyalok... Petényiné, szomszédasszony
- Oláh Margit: Nézd meg az apját... Lány
- H. Márjás Magda: Nyiss ajtót, ha kopogtatnak... Böske néni
- Bárány Tamás: A fiam nem a lányom... Anyós
- Karel Čapek: Fehér kór... Anya
- Szinetár György: Fogad 3-5-ig... Matild kisasszony
- Szinetár György: Susmus... Újságírónő
- Darvas József: Hajnali tűz... Varga Mihályné
- Gárdonyi Géza: Ida regénye.... Főasszony
- Grimm fivérek – Romhányi József: Hamupipőke... Mostoha
- Kállai István: Majd a papa... Bori
- Jerzy Jurandot – Tabi László: Sportol az asszony... Franciska, házvezetőnő
- Jurij Szergejevics Miljutyin: Nyugtalan boldogság...  Kapitolina
- Jurij Szergejevics Miljutyin: Juanita csókja... Angela, bártáncosnő
- Victorien Sardou – Émil de Najac: Váljunk el!... Brionenné
- Abay Pál: Ne szóljatok bele!... Sasházi Ottilia színésznő és liftkezelő
- Kövesdi Nagy Lajos: Isten véled, édes Piroskám... Izabella, Piroska nagynénje
- Halász Rudolf: Szamárlétra... Mita, Pascutti felesége
- Rácz György: A boldogságra jól vigyázz... Margit, néző
- Szűcs György: Elveszem a feleségem... Lenkei Zsóka
- Csizmarek Mátyás: Érdekházasság... Makrainé

### Koreográfiái
- Eisemann Mihály: Én és a kisöcsém
- Pierre Barillet – Jean Pierre Grédy – Nádas Gábor – Szenes Iván: A kaktusz virága
- William Somerset Maugham: Imádok férjhez menni
- Johann Strauss Egy éj Velencében
- Jereb Ervin: Két éj Velencében
- Kálmán Imre: Marica grófnő
- Kálmán Imre: Csárdáskirálynő
- Lehár Ferenc: A mosoly országa
- Lehár Ferenc: A víg özvegy
- Fényes Szabolcs: Maya
- Fényes Szabolcs: Rigó Jancsi
- Huszka Jenő: Gül Baba
- Szirmai Albert – Bakonyi Károly: Mágnás Miska
- Török Rezső: A gyereket a gólya hozza
- Bárány Tamás: A fiam nem a lányom
- Abay Pál: Ne szóljatok bele!
- Dékány András – Baróti Géza: Dankó Pista

## Filmográfia
- Egy éjszaka Erdélyben (1941)
- Egy szoknya, egy nadrág (1943)
- Ragaszkodom a szerelemhez (1943)
- Kétszer kettő (1944)
- Körhinta (1956)
- Rózsa Sándor (sorozat, 1971)
- Szindbád (1971)